# Sextonia pubescens
Sextonia pubescens är en lagerväxtart som beskrevs av H. van der Werff. Sextonia pubescens ingår i släktet Sextonia och familjen lagerväxter. Inga underarter finns listade i Catalogue of Life.